# Bianca Matte
Bianca Matte (Boa Vista, 13 de octubre de 1990) es una reina de belleza brasileña y poseedora de los títulos de Miss Roraima 2013 y Miss Turismo Brasileña 2014.
Bianca representó al estado de Roraima en Miss Brasil 2013, ganadora de Miss Turismo Brasil Universe 2014 y 2a finalista en Miss Tourism Universe 2014, cuando ganó el premio como el mejor traje de la noche.

## Biografía
Bianca Matte es una modelo brasileña. Trabajó como modelo en China y Turquía entre 2010 y 2013. Comenzó a participar en concursos de belleza en 2013, cuando ganó Miss Roraima 2013. Meses después, representó a su estado en Miss Brasil 2013.
En 21 de noviembre de 2014 participó de Miss Turismo Universo, un certamen de belleza que se llevó a cabo en Beirut, en el Líbano, y fue la segunda finalista entre otras 27 concursantes. La ganadora de Miss Turismo Universo 2014 fue la venezolana Ninoska Vásquez.